# Juan José Lobato
Juan José Lobato del Valle (ur. 30 grudnia 1988 w Trebujena) – hiszpański kolarz szosowy.

## Najważniejsze osiągnięcia
2006
- mistrzostwo juniorów Hiszpanii ze startu wspólnego

2011
- 1. miejsce w Circuito de Getxo
- 7. miejsce w Challenge de Mallorca
- 10. miejsce w Clásica de Almería

2012
- 1. miejsce na 2. i 10. etapie Vuelta de Chile
- 1. miejsce na 5. etapie Tour of Qinghai Lake

2013
- 1. miejsce na 2. etapie Vuelta a Castilla y León
- 4. miejsce w Clásica de Almería
- 6. miejsce w Vuelta a La Rioja
- 1. miejsce w Circuito de Getxo

2014
- 1. miejsce na 1. etapie Vuelta a Burgos
- 2. miejsce w Clásica de Almería
- 2. miejsce w Tour de Wallonie
  - 1. miejsce na 3. etapie
- 4. miejsce w Mediolan-San Remo
- 4. miejsce w Gran Premio Nobili Rubinetterie
- 8. miejsce w Vattenfall Cyclassics

2015
- 1. miejsce na 2. etapie Tour Down Under
- 1. miejsce na 2. i 5. etapie Vuelta a Andalucía
- 2. miejsce w People’s Choice Classic
- 2. miejsce w Circuito de Getxo
- 2. miejsce w Clásica de Almería
- 4. miejsce w Gran Premio Nobili Rubinetterie

2016
- 3. miejsce w Dubai Tour
  - 1. miejsce na 3. etapie
- 3. miejsce w Circuit de la Sarthe
  - 1. miejsce na 4. etapie
- 1. miejsce w Vuelta a la Comunidad de Madrid
  -  1. miejsce w klasyfikacji punktowej
  - 1. miejsce na 1. etapie

2017
- 1. miejsce na 1. etapie Tour de l’Ain

2018
- 1. miejsce w Coppa Sabatini

2021
- 1. miejsce na 1. etapie Volta ao Alentejo

2021
- 1. miejsce na 5. etapie Volta ao Alentejo

## Rankingi
| Rok              | 2010 | 2011 | 2012 | 2013 | 2014 | 2015 | 2016 | 2017 | 2018 | 2019 | 2020 | 2021 | 2022  |
| ---------------- | ---- | ---- | ---- | ---- | ---- | ---- | ---- | ---- | ---- | ---- | ---- | ---- | ----- |
| UCI World Tour   |      |      |      | 182. | 69.  | 136. | -    | 124. | -    |      |      |      |       |
| World Ranking    |      |      |      |      |      |      | 127. | 283. | 182. | 964. | 402. | 813. | 2865. |
| UCI Europe Tour  | 491. | 123. | 602. |      |      |      | 77.  | 721. | 81.  | 696. | 328. | 627. | 1720. |
| UCI Asia Tour    | -    | -    | 92.  |      |      |      | 49.  | -    | -    |      |      |      |       |
| UCI America Tour | -    | -    | 169. |      |      |      | -    | -    | -    |      |      |      |       |
| UCI Oceania Tour | 48.  | -    | -    |      |      |      | -    | -    | -    |      |      |      |       |
|                  |      |      |      |      |      |      |      |      |      |      |      |      |       |
| Źródło: UCI      |      |      |      |      |      |      |      |      |      |      |      |      |       |